# 데이 워 익스펜더블
《데이 워 익스펜더블》(They Were Expendable)은 미국에서 제작된 로버트 몽고메리 감독의 1945년 전쟁, 드라마 영화이다. William Lindsay White의 1942년 책에 기반을 두고 있다. 로버트 몽고메리 등이 주연으로 출연하였고 존 포드 등이 제작에 참여하였다.

## 출연

### 주연
- 로버트 몽고메리
- 존 웨인

### 조연
- 도나 리드
- 잭 홀트
- 워드 본드
- 마샬 톰슨
- 폴 랭튼
- 레온 아메스
- 아서 월쉬
- 도널드 커티스
- 캐머런 미첼
- 제프 요크
- 머레이 앨퍼
- 해리 텐브룩
- 잭 페닉
- 알렉스 하비어
- 찰스 트로우브릿지
- 로버트 바랫
- 브루스 켈로그
- 팀 머독
- 루이스 진 헤이트
- 러셀 심슨

## 기타
- 원작자: 윌리엄 L. 화이트
- 제작팀장: 클리프 레이드
- 미술: 말콤 브라운
- 미술: 세드릭 기븐스
- 의상: 이본느 우드

## 같이 보기
- 코레히도르 전투
- 죽음의 바탄 행진
- PT 109호
- 필리핀 전역 (1944년~1945년)
- 더글러스 맥아더